# Biuro

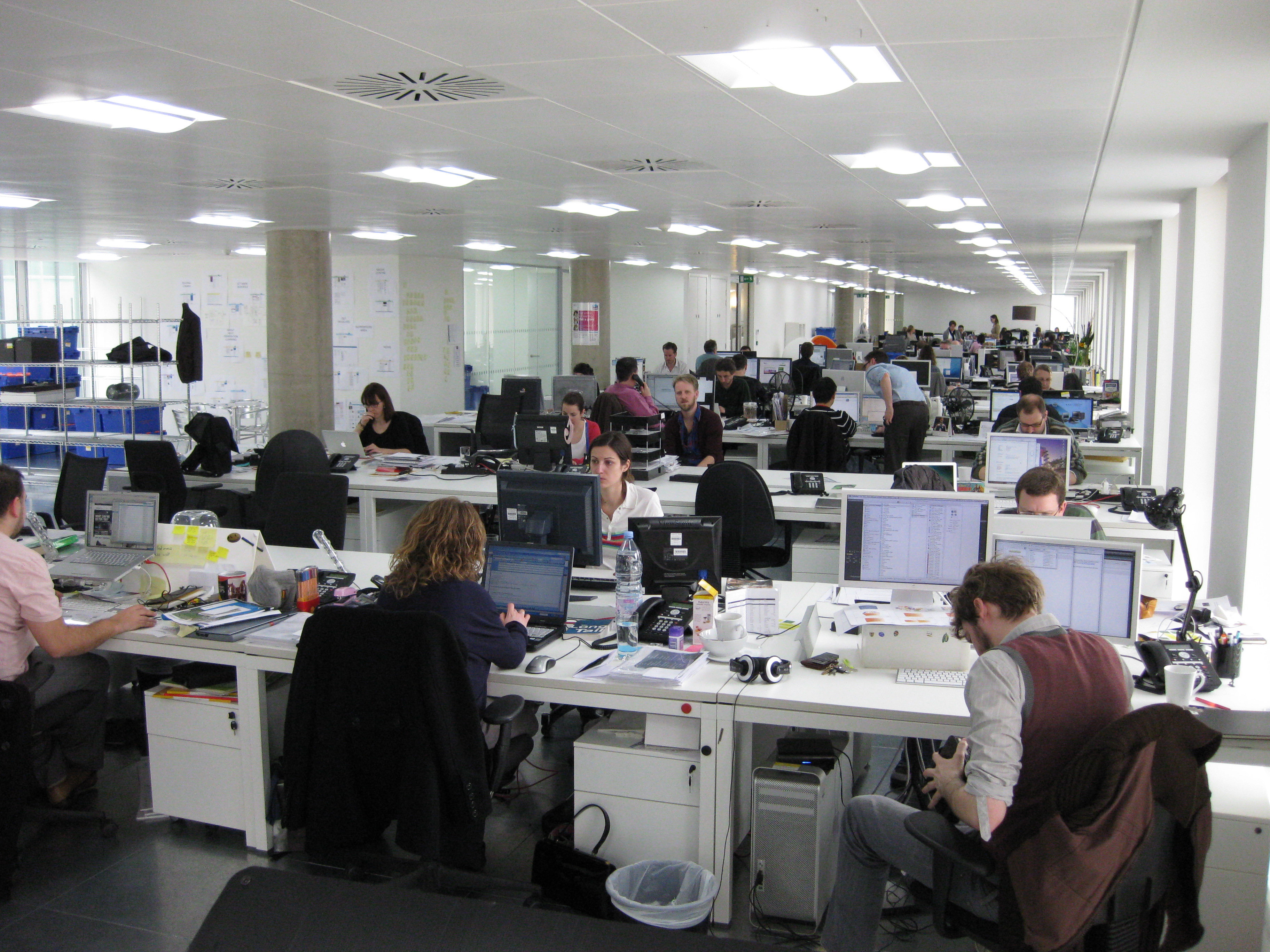
Współczesne biuro

Biuro (fr. bureau) – miejsce pracy pracowników administracyjnych instytucji lub firmy albo administracyjna instytucja, wykonująca właściwe sobie prace urzędnicze.
Podstawowe typy pomieszczeń pracy biurowej:
- pomieszczenia indywidualne
- biuro kombi[1]
- wnętrza grupowe
- wnętrze wielkoprzestrzenne.

Ilość powierzchni biura jako zespołu pomieszczeń służących pracownikom biurowym pracującym na stałe w biurze przypadająca na jedną osobę oznacza poziom zaludnienia biura.